# The Moonbase
A The Moonbase a Doctor Who sorozat harmincharmadik része, amit 1967. február 11-e és március 4-e között vetítettek négy epizódban. Ebben a részben visszatérnek a Cybermanok új külsővel.

## Történet
Titokzatos vírus okozta betegség üti fel a fejét egy holdbázison. Az állomást karantén alá helyezik a Doktorral és társaival együtt. Személyek tűnnek el, szabotázsakciók - mindezzel az időutazókat gyanúsítják, az egész mögött a kiborgok állnak...

## Epizódok listája
| Epizód száma | Bemutató napja    | Hossza | Nézők száma (millió) | Formátum                     |
| ------------ | ----------------- | ------ | -------------------- | ---------------------------- |
| 1            | 1967. február 11. | 24:12  | 8,1                  | Csak képek és/vagy töredékek |
| 2            | 1967. február 18. | 24:42  | 8,9                  | 16 mm t/r                    |
| 3            | 1967. február 25. | 26:11  | 8,2                  | Csak képek és/vagy töredékek |
| 4            | 1967. március 4.  | 23:28  | 8,1                  | 16 mm t/r                    |

## Könyvkiadás
A könyvváltozatát 1975. február 20-án adták ki.

## Otthoni kiadás
- VHS-n 1992 júliusában adták ki a Cybermen - The Early Years kazettán adták ki a megmaradt jeleneteket.
- DVD-n 2004 novemberében adták ki a Lost in Time dobozban.

### Fordítás
- Ez a szócikk részben vagy egészben  a   The Moonbase című angol Wikipédia-szócikk fordításán alapul.  Az eredeti cikk szerkesztőit annak laptörténete sorolja fel. Ez a jelzés csupán a megfogalmazás eredetét és a szerzői jogokat jelzi, nem szolgál a cikkben szereplő információk forrásmegjelöléseként.